# Aeroportul Tebelian
Aeroportul Tebelian (IATA: SQG, ICAO: WIOS) este un aeroport din Sintang⁠(d), Kalimantan Barat⁠(d), Indonezia.
Situat la o altitudine de 9 m, aeroportul dispune de o singură pistă.